# Offadesma
Offadesma is een geslacht van tweekleppigen uit de  familie van de Periplomatidae.

## Soorten
- Offadesma angasi (Crosse & P. Fischer, 1864)
- Offadesma nakamigawai Kuroda & Horikoshi, 1952